# NEED YOUR LOVE
『NEED YOUR LOVE』（ニード・ユア・ラヴ）は、日本のロックバンド・Do As Infinityが2005年2月16日にavex traxから発売した6枚目のオリジナルアルバムである。

## 内容
前作『Do The B-side』から約5ヶ月ぶり、オリジナルアルバムとしては前作『GATES OF HEAVEN』から約1年3ヶ月ぶりの作品で、既発オリジナルアルバムの廉価版紙ジャケット仕様の期間限定生産盤と同時発売された。
タイトルは前作のタイトルがNで終わっているため、N始まりとなっている。オリジナルアルバムとしては今作よりブックレットのクレジット表記が個人名義に細分化された。今作について大渡亮は「制作当初は地味に感じたけど、各曲歌詞を書いて乗せてみたら、言葉が入って曲の印象まで変わっていった。コンセプトアルバムにする予定はなかったが、制作が進行する内に人類が持っている普遍的な愛を綴る楽曲が増えてきた。」と語っている。
ジャケットが異なる初回受注限定生産盤2形態とCD+DVD盤、CD盤の4形態で発売された。初回受注限定生産盤2形態には特典としてメンバー各々が選んだ『トランスコンチネンツ』製のレディース用とメンズ要因Tシャツ、「BE FREE」「ROBOT」のミュージック・ビデオを収録したDVDが同梱された。また、前述の3形態とCD盤の初回プレス仕様にはボーナストラックが収録された。
オリコンチャート初登場3位を獲得。前作に引き続きトップ3入りを果たし、日本レコード協会からのゴールドディスク認定を受けている。なお、デイリーチャートでは首位を獲得している。
2005年3月2日にはSACD規格とDVD-Audio規格として、2008年11月10日にはメジャーデビュー10周年突入を記念してHQCD規格の期間限定生産盤としてそれぞれ再発売された。

## 収録曲
| 全作曲: D・A・I、全編曲: Do As Infinity、Seiji Kameda。 |                                          |                |            |      |
| #                                                       | タイトル                                 | 作詞           | 作曲・編曲 | 時間 |
| 1.                                                      | 「For the future」                       | Ryo Owatari    | D・A・I    | 4:19 |
| 2.                                                      | 「Blue」                                 | Ryo Owatari    | D・A・I    | 3:44 |
| 3.                                                      | 「BE FREE」                              | Ryo Owatari    | D・A・I    | 4:12 |
| 4.                                                      | 「楽園」                                 | Ryo Owatari    | D・A・I    | 4:58 |
| 5.                                                      | 「Ever…」                                | Tomiko Van     | D・A・I    | 4:32 |
| 6.                                                      | 「one flesh」                            | Tomiko Van     | D・A・I    | 3:14 |
| 7.                                                      | 「ROBOT」                                | Saiko Kawamura | D・A・I    | 3:28 |
| 8.                                                      | 「夜鷹の夢」                             | Saiko Kawamura | D・A・I    | 4:50 |
| 9.                                                      | 「Ultimate G.V」                         | Tomiko Van     | D・A・I    | 3:17 |
| 10.                                                     | 「Need your love」(Strings: 金原千恵子)  | Ryo Owatari    | D・A・I    | 4:48 |
| 11.                                                     | 「菜ノ花畑」                             | Saiko Kawamura | D・A・I    | 3:37 |
| 12.                                                     | 「柊 (acoustic ver.)」(ボーナストラック) | Saiko Kawamura | D・A・I    | 4:27 |
| 合計時間:                                               | 合計時間:                                | 合計時間:      | 49:26      |      |

### 解説
1. For the future
19thシングルの表題曲。
2. Blue
3. BE FREE
1stコンピレーションアルバムの収録曲。
4. 楽園
18thシングルの表題曲。
5. Ever…
6. one flesh
7. ROBOT
8. 夜鷹の夢
9. Ultimate G.V
タイトルのG.Vは「Girls Voice」の略称で、直訳して「究極の女の子の声」を意味している[2]。
10. Need your love
今作の表題曲。大渡曰く「今作のテーマを統括するようなナンバーが必要だ」と感じ制作したという[2]。
11. 菜ノ花畑
12. 柊 (acoustic ver.)
ボーナストラック。17thシングルの表題曲のアコースティックバージョン。

## 参加ミュージシャン
Do As Infinity
- 伴都美子：Vox (全曲)、Chorus (#1〜10)、Whistle (#6)
- 大渡亮：Guitar (全曲)、Chorus (#4)
- 長尾大

Support Musician
- 中山信彦：Programming (#2,5,8〜10)
- 飯田高広：Programming (#1,4,6,7)
- 河村"カースケ"智康：Drums (#3,4,7,8)
- 村石雅行：Drums (#1,2)
- 松本淳：Drums (#9)
- 亀田誠治：Bass (#1〜10)
- 皆川真人：Keyboards (#5)、Piano (#11)
- 高瀬順：Piano (#12)
- 金原ストリングス：Strings (#10)
- 笠原あやの：Cello (#4)
- 堀沢真己：Cello (#4)
- 山本拓夫：Sax (#11)

## タイアップ
- 日本テレビ系列スポーツニュース番組『スポーツうるぐす』2005年1〜3月度テーマソング (#1)
- 東宝配給アニメ映画『犬夜叉 紅蓮の蓬莱島』主題歌 (#4)
- テレビ東京系列アニメ『ゾイドジェネシス』オープニングテーマ (#8)